# طبقه‌ی هساث
طبقهٔ هساث یا طبقهٔ حساس فیلمی کمدی به کارگردانی کمال تبریزی و محصول سال ۱۳۹۲ است. این فیلم به تهیه‌کنندگی جواد نوروزبیگی و فیلمنامه‌نویسی پیمان قاسم‌خانی است.
رضا عطاران برای این فیلم سیمرغ بلورین نقش اول مرد را در سی و دومین جشنواره فیلم فجر دریافت کرد.
اکران این فیلم از تاریخ ۱۵ اسفند ۹۲ آغاز شد و تا ۱۰ فروردین ۹۳ بدون هیچ تبلیغاتی در تلویزیون توانست به فروش یک میلیارد و چهارصد و پنجاه میلیون تومان در تهران دست یابد. تا پایان فروردین ۹۳ فروش به رقم قابل توجه ۴ میلیارد تومان رسید. اگرچه این فیلم توسط هشتاد سینما اکران شد، تعدادی از سینماهای دیگر نیز خواستار روی پرده بردن آن شدند.

## خلاصه داستان
آقای کمالی (رضا عطاران) که مردی متعصب و به ظاهر متدین است، بعد از مرگ همسرش، او را در یک قبر دو طبقه دفن می‌کند. سپس برای تقویت روحیه به سفر چین می‌رود اما پس از بازگشت می‌فهمد که فروشندهٔ قبر کلاه‌بردار بوده طبقهٔ دیگر را که متعلق به آقای کمالی بوده است به دیگری فروخته؛ و حالا مردی غریبه در کنار همسرش دفن شده است.

## بازیگران
- رضا عطاران
- محمدرضا فروتن
- پانته‌آ بهرام
- بهاره رهنما
- پیمان قاسم‌خانی
- هوتن شکیبا
- بهرام ابراهیمی
- رضا بهبودی
- حمید جانانه
- سوگل قلاتیان
- محمد بحرانی
- بهادر مالکی
- کاظم سیاحی
- عرفان ناصری
- لیلی فرهادپور
- نادر فلاح
- شبیر پرستار
- آزاده صمدی

## جوایز
| قسمت                      | نامزد           | نتیجه    | جایزه        |
| ------------------------- | --------------- | -------- | ------------ |
| بهترین بازیگر نقش اول مرد | رضا عطاران      | برنده    | سیمرغ بلورین |
| بهترین فیلمنامه           | پیمان قاسم خانی | نامزدشده | سیمرغ بلورین |
| بهترین موسیقی متن         | پیمان یزدانیان  | نامزدشده | سیمرغ بلورین |
| بهترین جلوه‌های ویژه بصری  | بهنام خاکسار    | نامزدشده | سیمرغ بلورین |

## دیدگاه
- محمدجواد فاضل لنکرانی: «این فیلم را به پیشنهاد و اصرار یکی از دوستانمان دیدم و بعد از تماشای این فیلم تا صبح از ناراحتی خوابم نبرد. این فیلم بهشت، جهنم، برزخ و قیامت را به استهزاء کشیده و برخی مسائل نیز از جمله غیرت را به تمسخر گرفته است. به سازنده این فیلم در خصوص ساخت فیلم مارمولک نیز تذکر داده بودم اما تبریزی عنوان کرد من این فیلم را به نیت خدمت ساختم.»[۶]